# Президент Дутра
Президент Дутра — один из крупнейших в мире алмазов, первоначальной массой 409 карат, обнаруженный в 1949 году в Бразилии, был назван в честь президента Бразилии Эурику Гаспара Дутры, в годы правления которого был обнаружен..
При последующей обработке из алмаза получилось 16 бриллиантов с суммарным весом 136 карат.